# Лёд VII

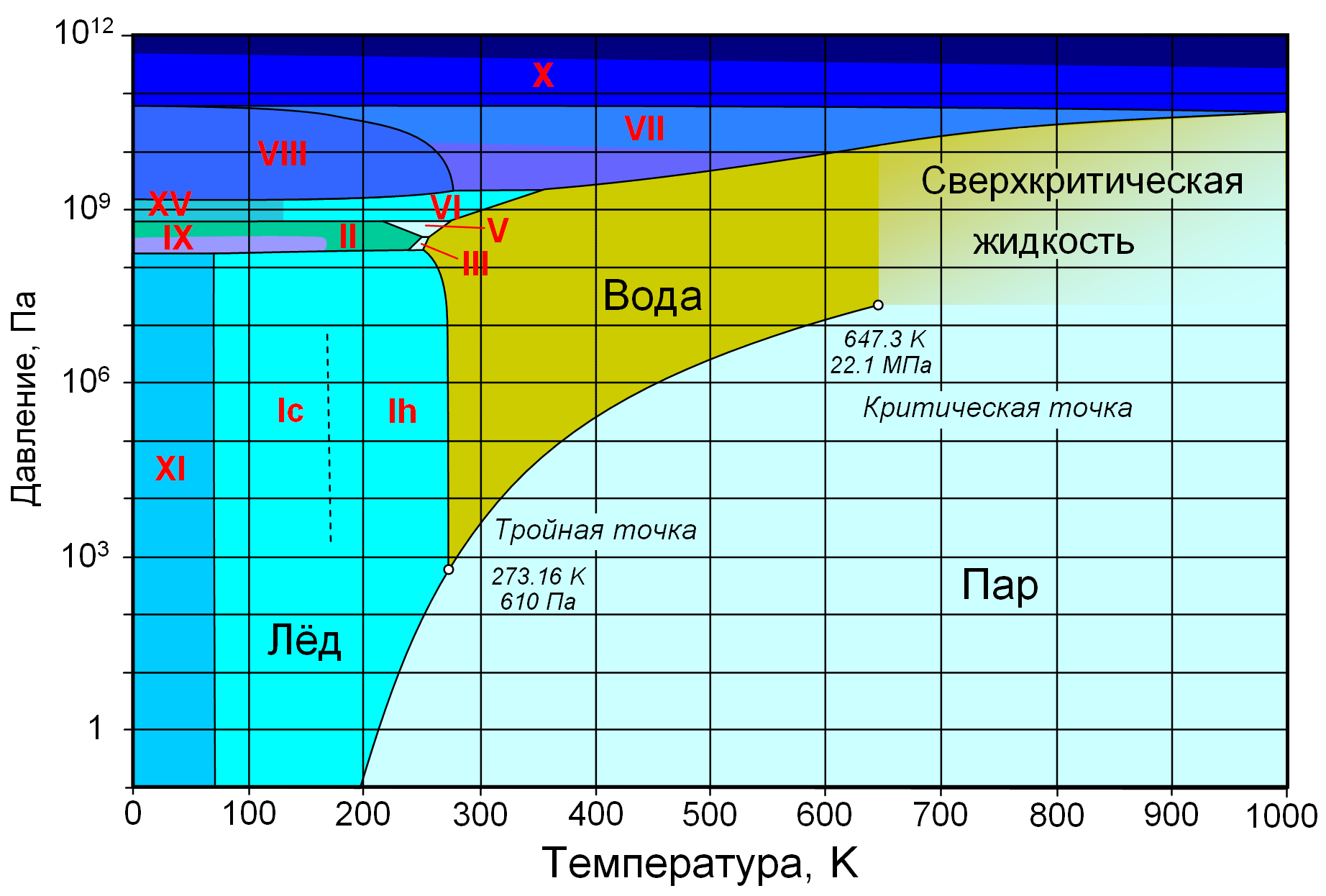
Фазовая диаграмма воды

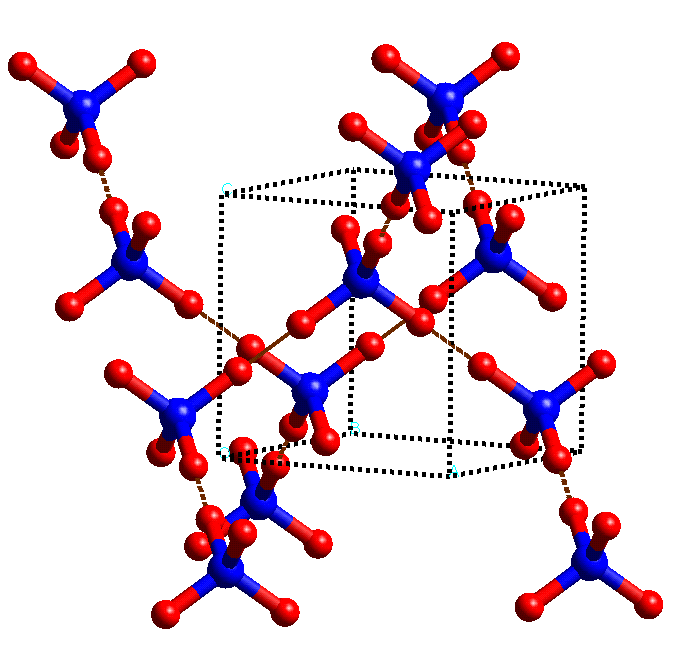
Кристаллическая структура льда VII

Лёд VII — кубическая модификация льда. Его тройная точка с жидкой водой и льдом VI находится при температуре 355 K и давлении 2,216 ГПа, а граница между твёрдым и жидким состояниями протягивается по меньшей мере до 715 K и 10 ГПа.
Также он может быть получен под давлением изо льда VI при комнатной температуре. Как и в большинстве модификаций льда (включая самую распространённую — лёд Ih), положение атомов водорода в нём не упорядочено. Структура льда VII образует систему водородных связей в виде двух взаимопроникающих (но не связанных) подрешёток.
Лёд VII — единственная из разупорядоченных модификаций льда, которая может быть упорядочена простым охлаждением, образуя при этом (упорядоченный) лёд VIII при температурах ниже 273 K и давлениях до ~ 8 ГПа. При более высоких давлениях температура перехода VII—VIII резко понижается, достигая 0 K при ~60 ГПа. Таким образом, лёд VII обладает наибольшей областью стабильности по сравнению с другими модификациями. Кубические кислородные подрешётки, которые создают структурный каркас льда VII, могут существовать по меньшей мере до давлений около 128 ГПа; такое давление существенно выше того, при котором вода теряет свой молекулярный характер, образуя лёд X.
Плотность льда VII при 2,5 GPa давлении составляет 1,65 г/см³, диэлектрическая проницаемость (статическая) равна 150.
В 2018 году лёд VII был обнаружен учёными из Невадского университета в Лас-Вегасе в алмазе, извлечённом из образцов породы, образовавшихся в мантии Земли, став, таким образом, очередной разновидностью льда, обнаруженной в земных условиях наряду с модификациями Ih, Ic и XI.
Обычный водный лёд относится по номенклатуре Бриджмена ко льду Ih. В лабораторных условиях (при разных температурах и давлениях) были созданы разные модификации льда: ото льда II до льда XIX.